# خربه الناقوس
خربه الناقوس (به عربی: خربة الناقوس) یک روستا در سوریه است که در ناحیه زیاره واقع شده‌است. خربه الناقوس ۱٬۱۸۶ نفر جمعیت دارد.